# 大塚太郎 (造園家)
大塚 太郎（おおつか たろう、T. R. Otsuka、1868年 - 没年不詳）は、アメリカ合衆国で「ガーデンキング」と呼ばれるほど活躍した造園家。
1897年に日本から米国に移住し、1905年頃からシカゴに滞在、1905年から1930年代半ばにかけて、主にアメリカ中西部に数十の日本庭園を造園した。
彼の代表作は、イリノイ州ジェノバにあるジョージとネレファビアンの日本庭園（1910年頃）、オハイオ州アクロンのスタンハイウェットにある日本庭園（1916年）、ミシガン州マッキナック島のミルトントゥートルジュニアの庭（1910年以前）、そして1933年から1934年のシカゴ万国博覧会の公式日本庭園などである:212。

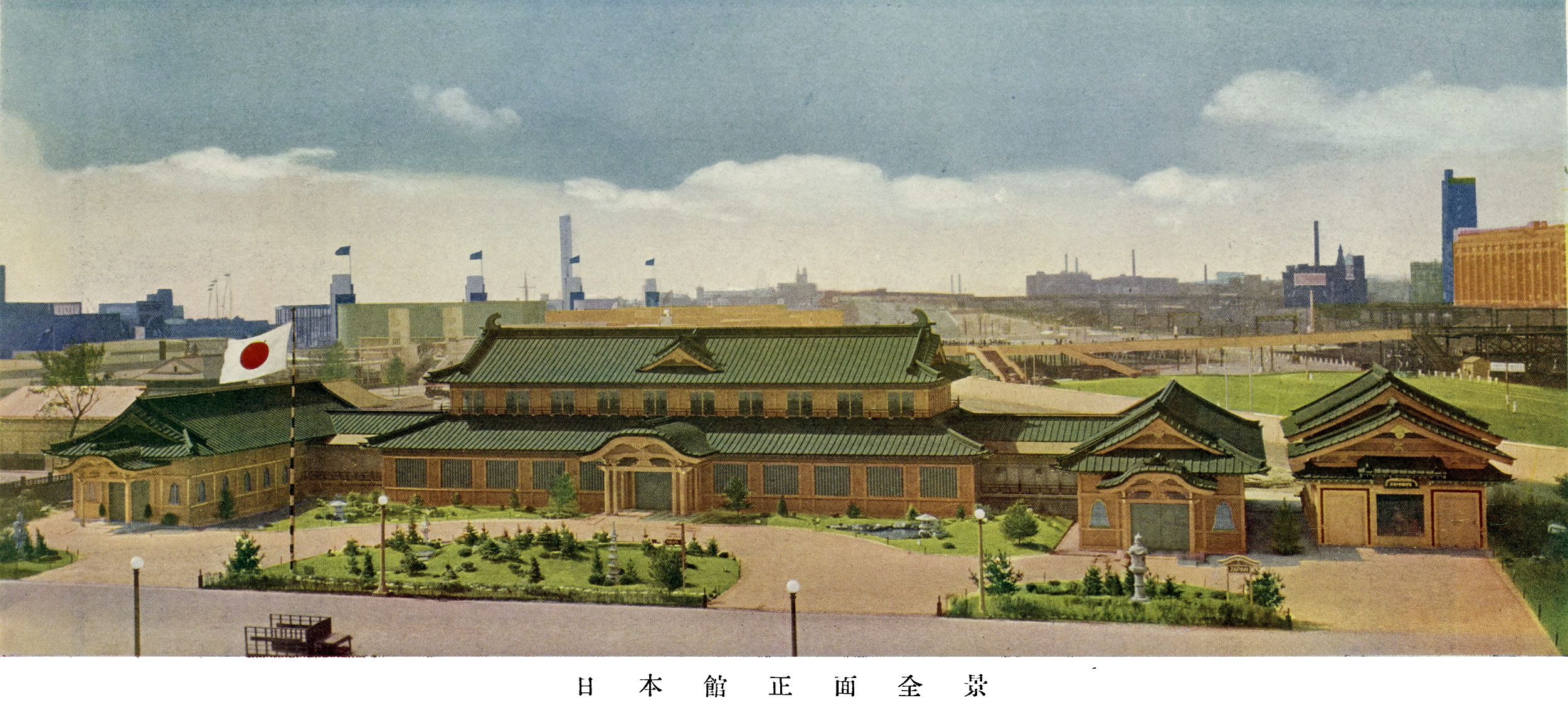
1933年のシカゴ万国博覧会での日本のパビリオンと庭園

## 日本での経歴

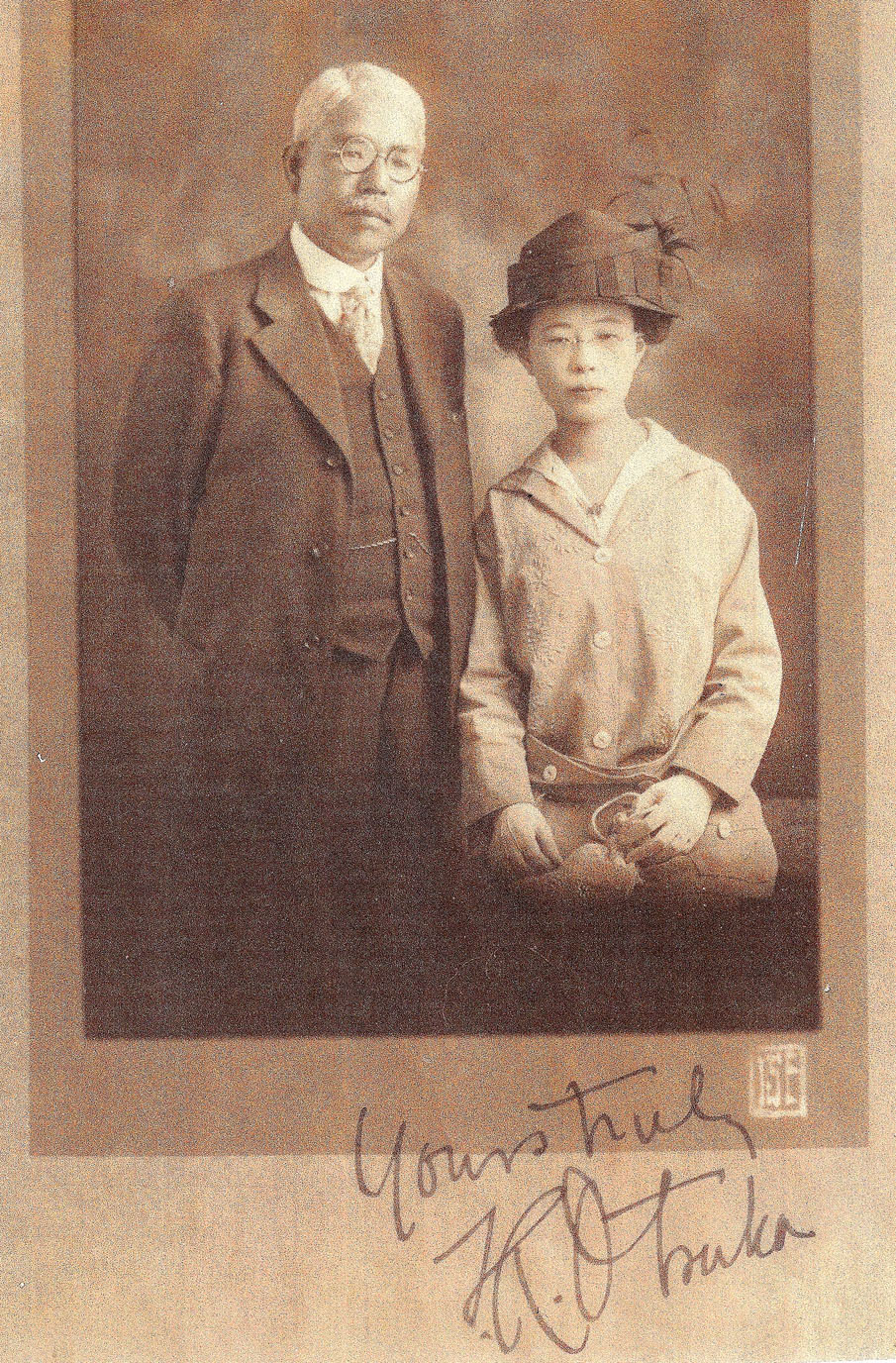
大塚太郎と妻のヨネコ（1925年）頃

大塚太郎は、1868年に高知県高知市で生まれた。父親の大塚勝宜は土佐藩の藩士で、孫文を助けた萱野長知の親戚であった。政治家片岡健吉や後藤象二郎などと交流があった。
1921年頃に海外の日本庭園の調査で米国を訪れた造園研究家の上原敬二は大塚に面会した。彼のことを次のように説明している。 
大塚は高知県人で、高知時代は造園の経験は全くなかった。アメリカに来て石材を扱う仕事をしているうち、庭の石組に興味を持ち始め、池や小川などの設計を勉強した。その後、朱塗欄杆の太鼓橋、朱塗鳥居、石燈籠、枝垂柳の類を狭い区域に配置して好評を得た
上原は同じ本の中で、「大塚太郎の日本庭園は我流であった」と書いている。
1917年4月に『Country Life』誌に載せた彼の広告には「30年間の造園経験」と書いてあった。とすると、渡米した1897年は1917年から20年前なので、移住する前の10年間、彼は日本でも造園の仕事をしていたことになる
彼は1897年にカムラヨネコと結婚した。1920年の米国国勢調査によると、二人には子供はいなかった。

## アメリカへの移住と活躍
大塚は1897年12月21日に鎌倉丸に乗って日本の神戸からワシントン州シアトル港に到着し、タコマにしばらく滞在、そこでしばらく働いた後、1900年7月に妻を米国に呼び寄せた。彼らは、おそらく1904年にセントルイス万国博覧会に出席した後、1905年頃にシカゴに引っ越した。
記録に残っているものから考察すると、1905年の直後にシカゴ地域でロックガーデンや日本庭園の建設を始めた。 T. R. Otsukaとして、1911年から1930年代初頭にかけて、『Country Life』、『House Beautiful』、『The Garden』などの全国的な園芸雑誌で、広く宣伝を展開していた。
クレイ・ランカスターの大塚についてコメント：
The Midwest has participated less vigorously than the East Coast in the Japanese garden movement. T.R. Otsuka, mentioned earlier for advertising himself as a Chicago "Japanese Garden Constructor" in an 1911 magazine, four years later had changed his title to "Japanese Landscape Architect"; and from a practitioner in "Quaint Japanese Style," he had become adept in "All styles, with a specialty to harmonize American ground." During the interim he had learned that the hinterlands remained relatively provincial in the matter of accepting imported modes.—Clay Lancaster、The Japanese Influence in America (1963)、page 206
1911年から1916年まで、大塚の住所は、シカゴのグラントパークの向かいにあるサウスミシガンアベニュー414番地のファインアーツビルだった。 

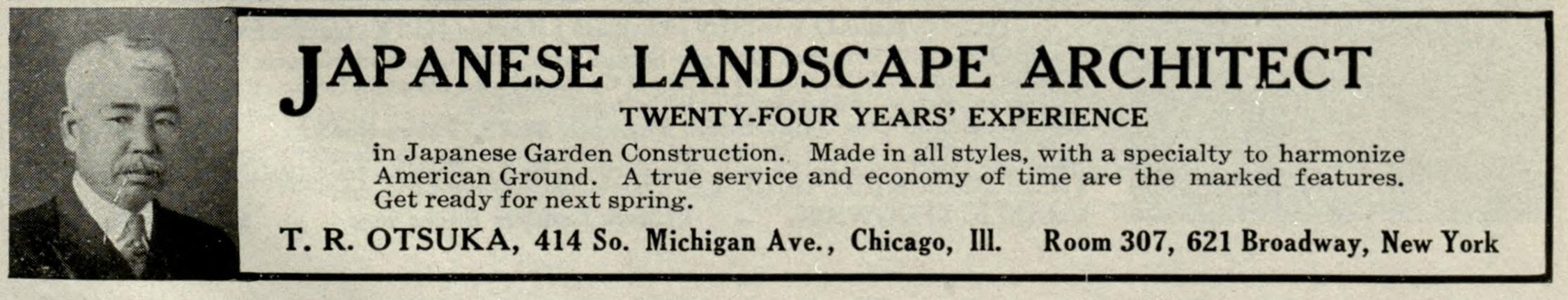
1914年12月の雑誌Kieth'sの広告

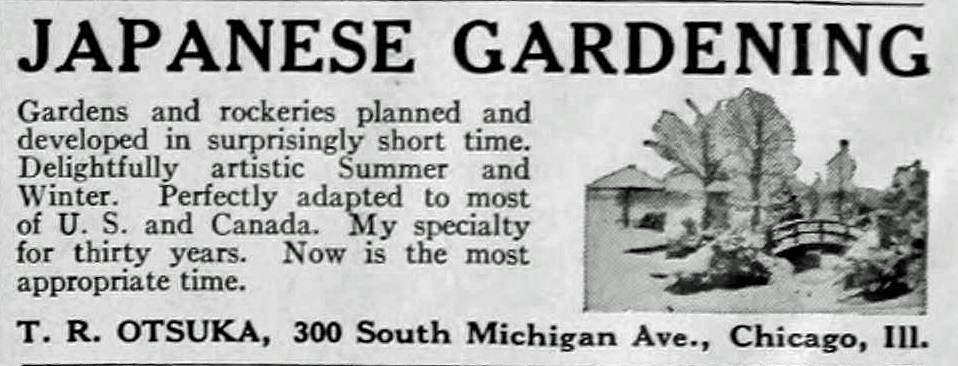
カントリーライフの1917年4月号からの広告で、日本庭園と石庭は「30年間の経験」とあり、大塚が1887年頃から造園をしていたことを示唆している

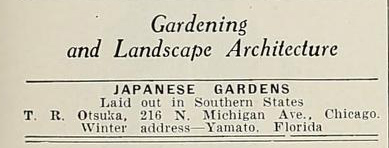
TR Otsuka、 House＆Gardenの広告、1923年1月、大塚が1920年代初頭からフロリダ州ヤマト（マイアミ近郊の日本のコミュニティ）で冬を過ごしたことを示している

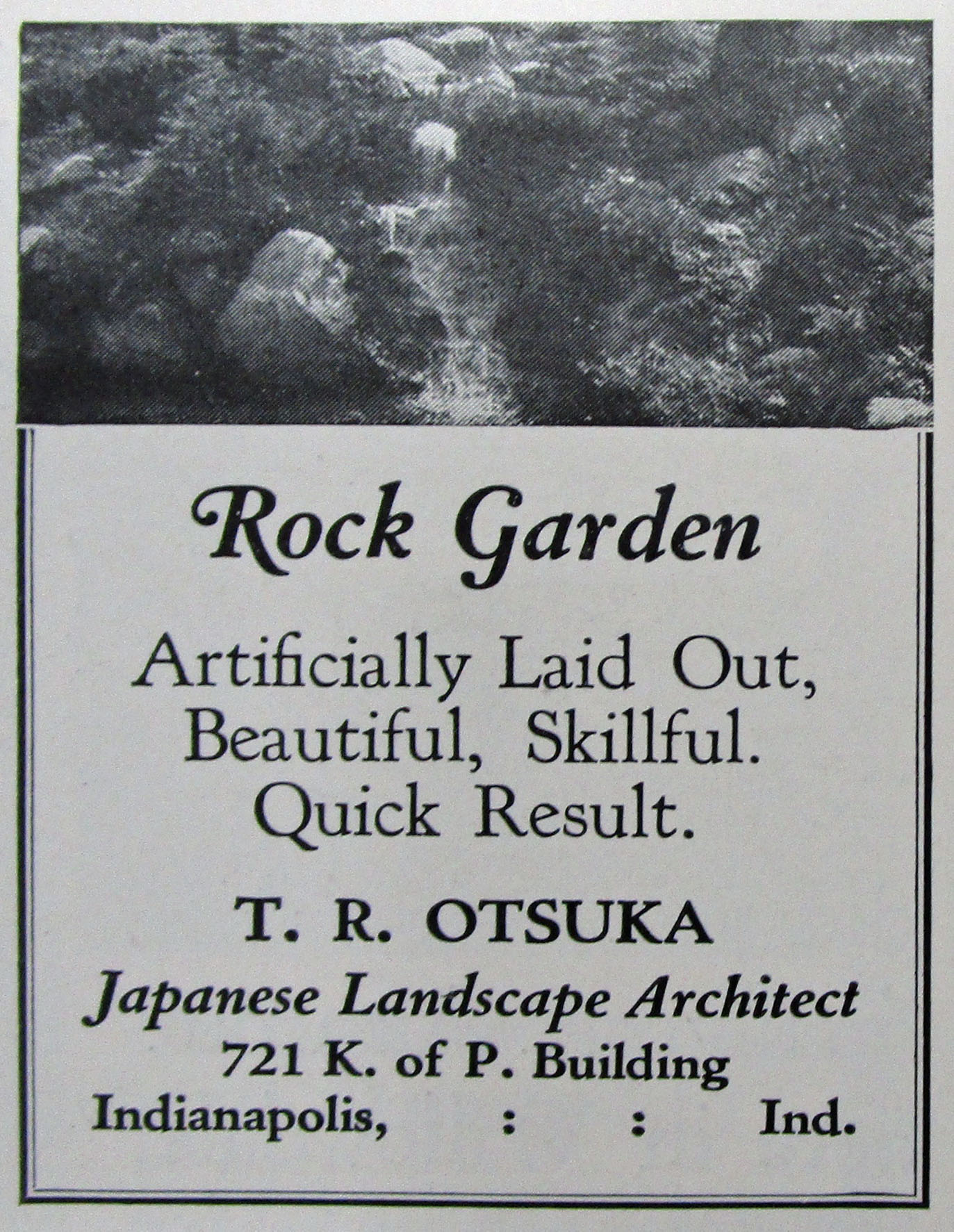
ロックガーデンの広告、 Garden＆Homebuilder 、1927年9月

彼は中西部の州、フロリダ州、ニューヨーク州北部に数多くの庭園を建設した。 
1910年以前から1930年頃まで、大塚はイリノイ州ダンディーの 「ヒル園芸」と協業していた。イリノイ州で最も古く、最大の常緑樹と低木の供給業者の1つであるヒル園芸では、石庭と日本式庭園の建設における大塚のスキルをカタログで紹介し、その見返りに大塚はここで造園に使う植木を購入していたとみられる。
1920年代初頭から、大塚はフロリダで冬を過ごし始め、1924年3月下旬にニューヨーク市に移住した。
大塚は、1933年のシカゴ万国博覧会で公式の日本庭園を担当した:212。教授ケンダル・H・ブラウンは、「日本のパビリオンには、小さな茶園のある茶室と、中西部に庭園を建設してきたシカゴ在住の日本人、大塚太郎によって建てられた前庭のあるメインパビリオンがあった」と紹介した。 
大塚がいつどこで亡くなったのかは不明である。妻は1937年2月19日にフロリダ州マイアミで亡くなったことがわかっている。前述の上原は、「妻の死後、大塚氏は一人で日本に帰国した後、中国に行ったが、その後、彼の居場所は消えた」と述べている:220。

## 作品一覧
米国での文書化された庭園プロジェクト（特に明記されていない限り、日本庭園、*アスタリスクの付いたプロジェクトは、大塚のパンフレットに含まれることで文書化されている。以下を参照）。
- 1905年頃：ミシガン州マッキナック島のミルトントゥールガーデン*
- 1910年頃：イリノイ州ジェノバのファビアン・ジャパニーズ・ガーデン*
- 1912年頃：LFスウィフト夫人 Garden、イリノイ州レイクフォレスト*
- 1912年：日向夫人ケンタッキー州レキシントンのClarence LeBus Garden *
- 1914年：ミネソタ州ウィノナ郡ホーマーのELキングガーデン*[22]
- 1915年頃：イリノイ州ピオリアのローラブラッドレイパーク日本庭園*
- 1915年頃：夫人エドワードモリスガーデン、イリノイ州シカゴ*
- 1915年頃：ハリーM.ジョーンズガーデン、ウエスタンスプリングス、イリノイ州[23]
- 1915年頃：R.D.フォーガンアルパインロックガーデン、イリノイ州ハイランドパーク[24]
- 1915年：イリノイ州ジョリエットのヒギンボサム日本庭園*[25]
- 1916年：オハイオ州アクロンのスタンハイウェット日本庭園*[2]
- 1917年頃：イリノイ州ライルのモートン日本庭園*
- 1920年頃：フレンチリックスプリングスホテル日本庭園、インディアナ州[26]
- 1920年頃：インディアナ州インディアナポリスのホルコムガーデン[27]
- 1920年頃：デビッドヒルロックガーデンポンド、ダンディー、イリノイ州[28]
- 1923年：女性の利益協会サマーキャンプ、ヒューロン湖、MI[29]
- 1927年：インディアナ州ニューキャッスルのヘンリー郡記念公園[30]
- 1933年：公式日本パビリオンガーデン、シカゴ万国博覧会、シカゴ、イリノイ州[31]:212

大塚は1915年から1930年にかけて石庭の建設技術を具体的に示して宣伝していたことから、中西部にもさまざまなスタイルの石庭を数多く建設した可能性がある（画像を参照）。

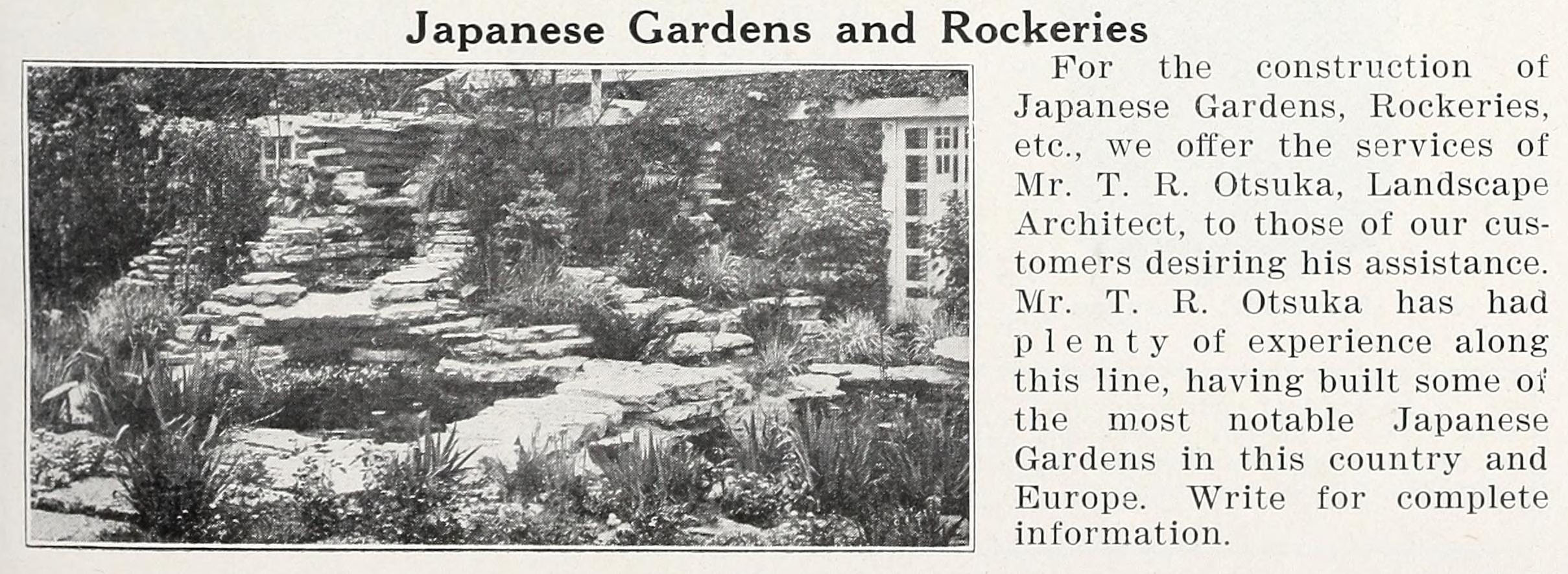
ヒル園芸のカタログにあった広告。1918年春、25ページ。この石庭は石灰岩の板を積み上げて建てられており、大塚がさまざまな様式の石庭を築いたことを示している。

## 作品の写真

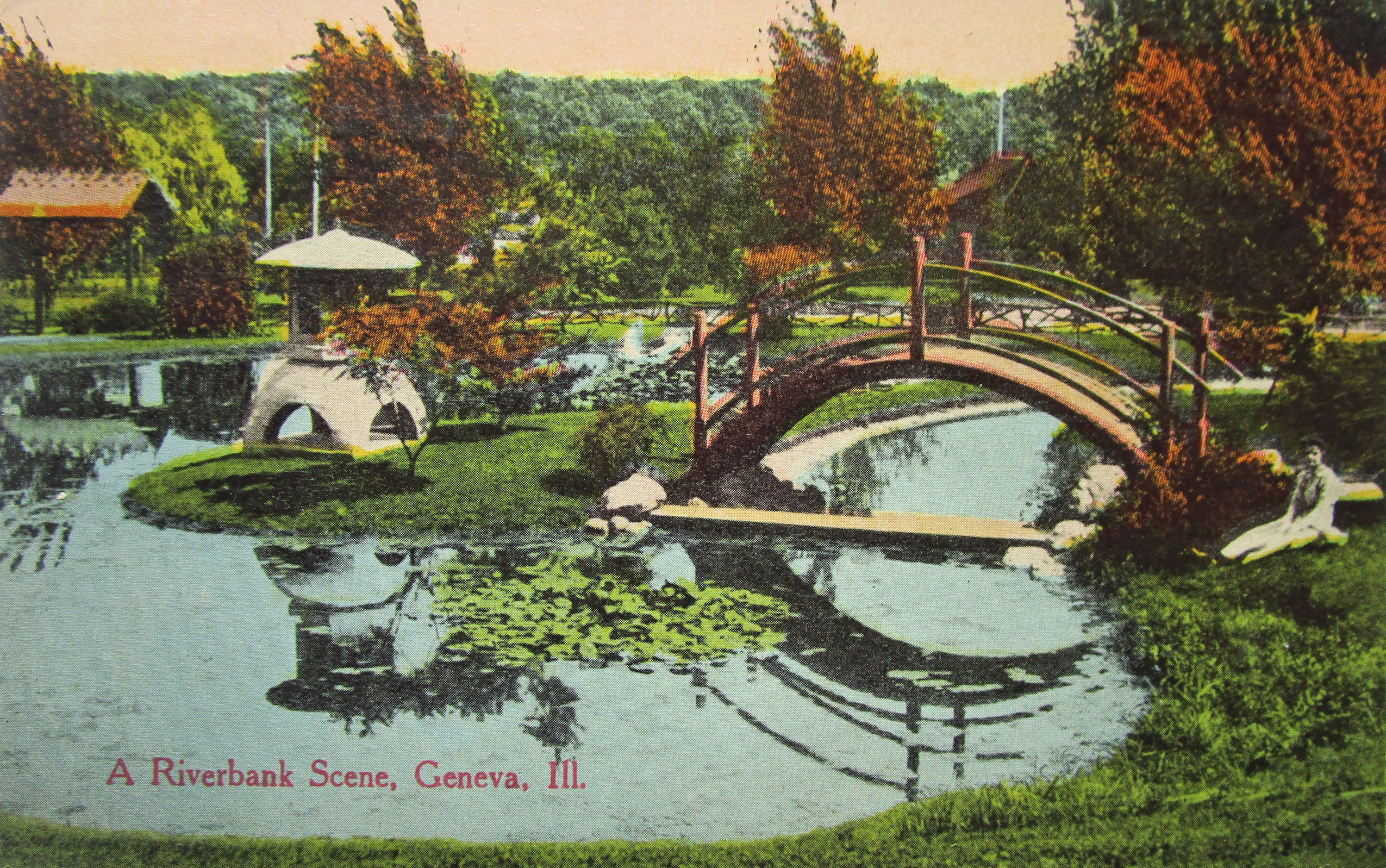
イリノイ州ジェノバのファビアン日本庭園（1909年から1915年の間に建てられた）
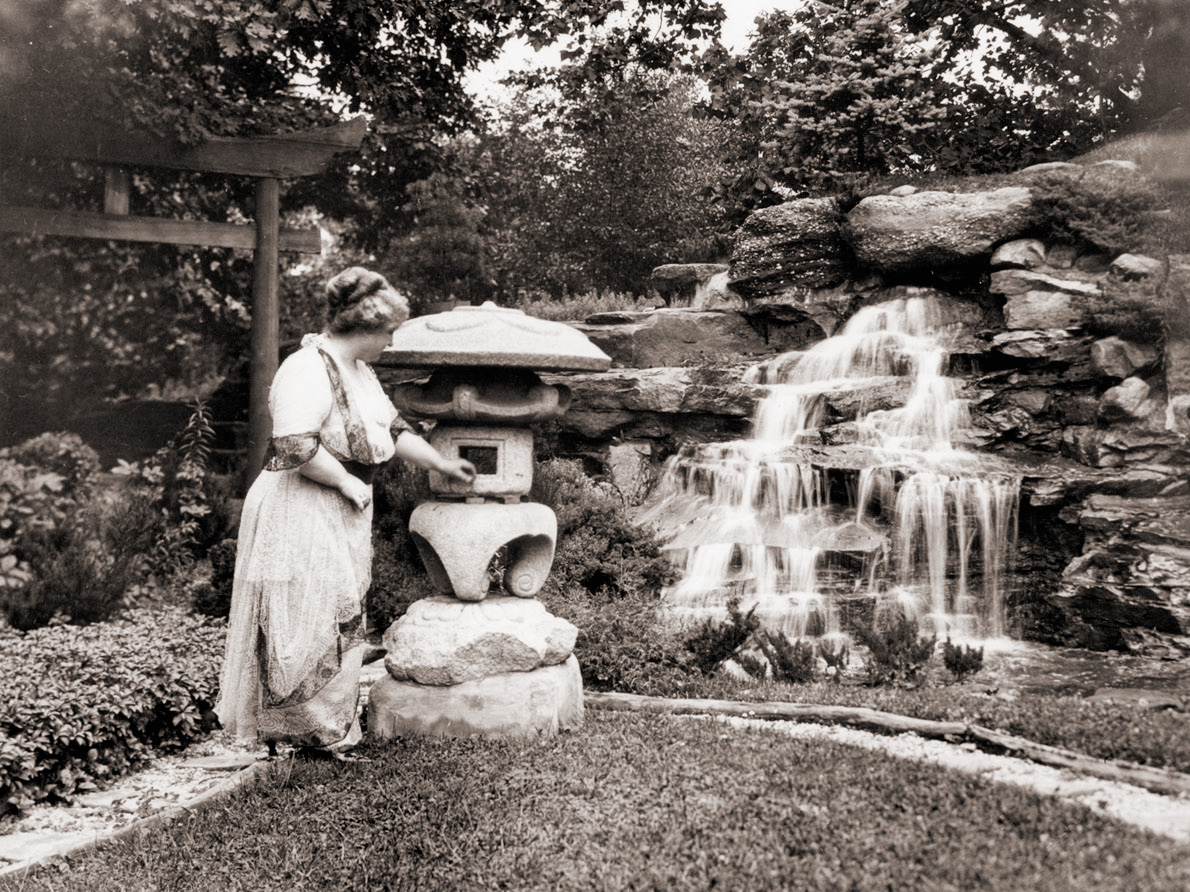
スタンハイウェットホール＆ガーデンズ（1916年に建てられた）の日本庭園。サイバーリング夫人の1920年頃の写真。
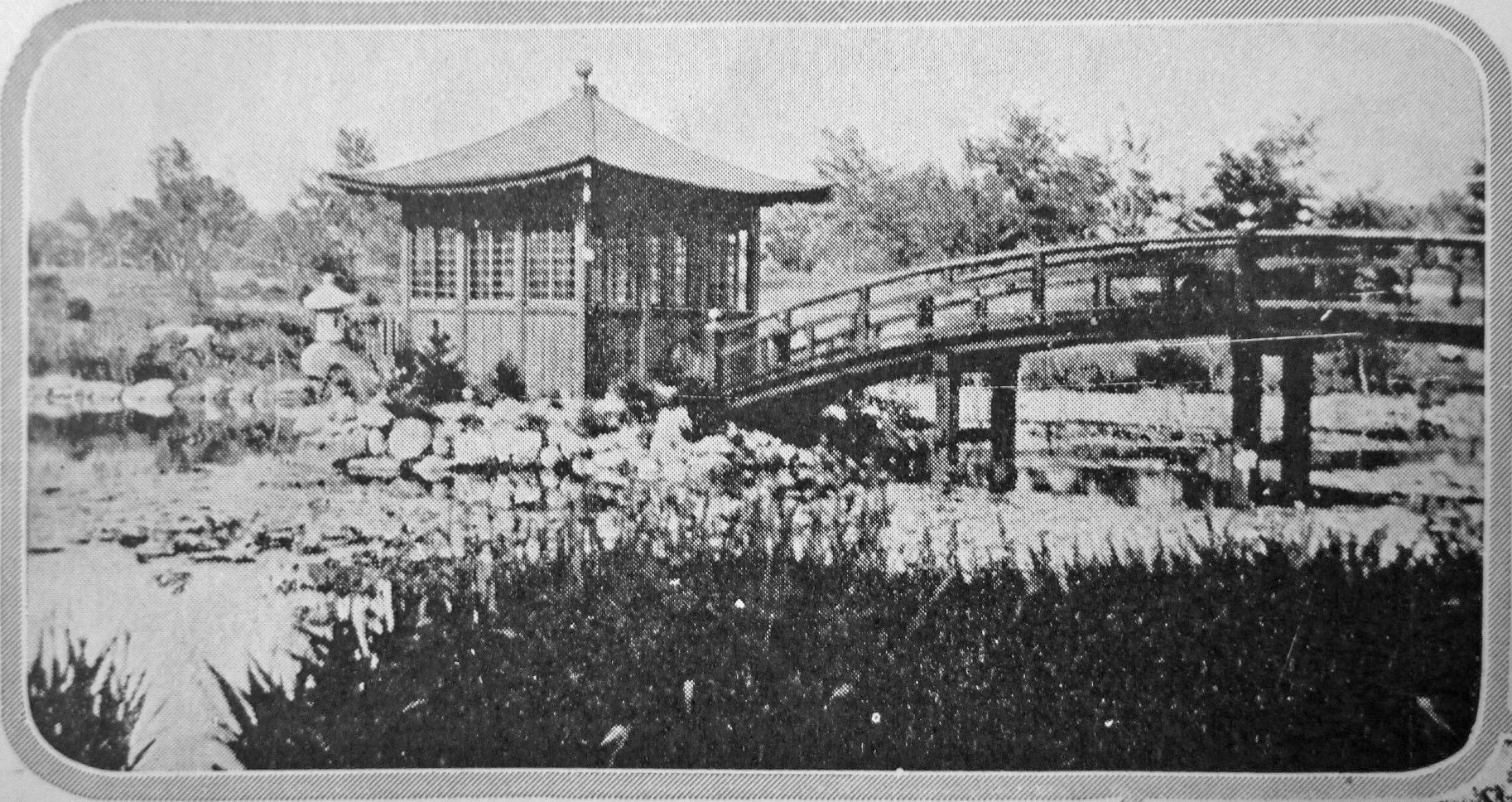
イリノイ州レイクフォレストにあるルイスF.スウィフトの日本庭園、1919年頃（1910年から1914年の間に建てられた）
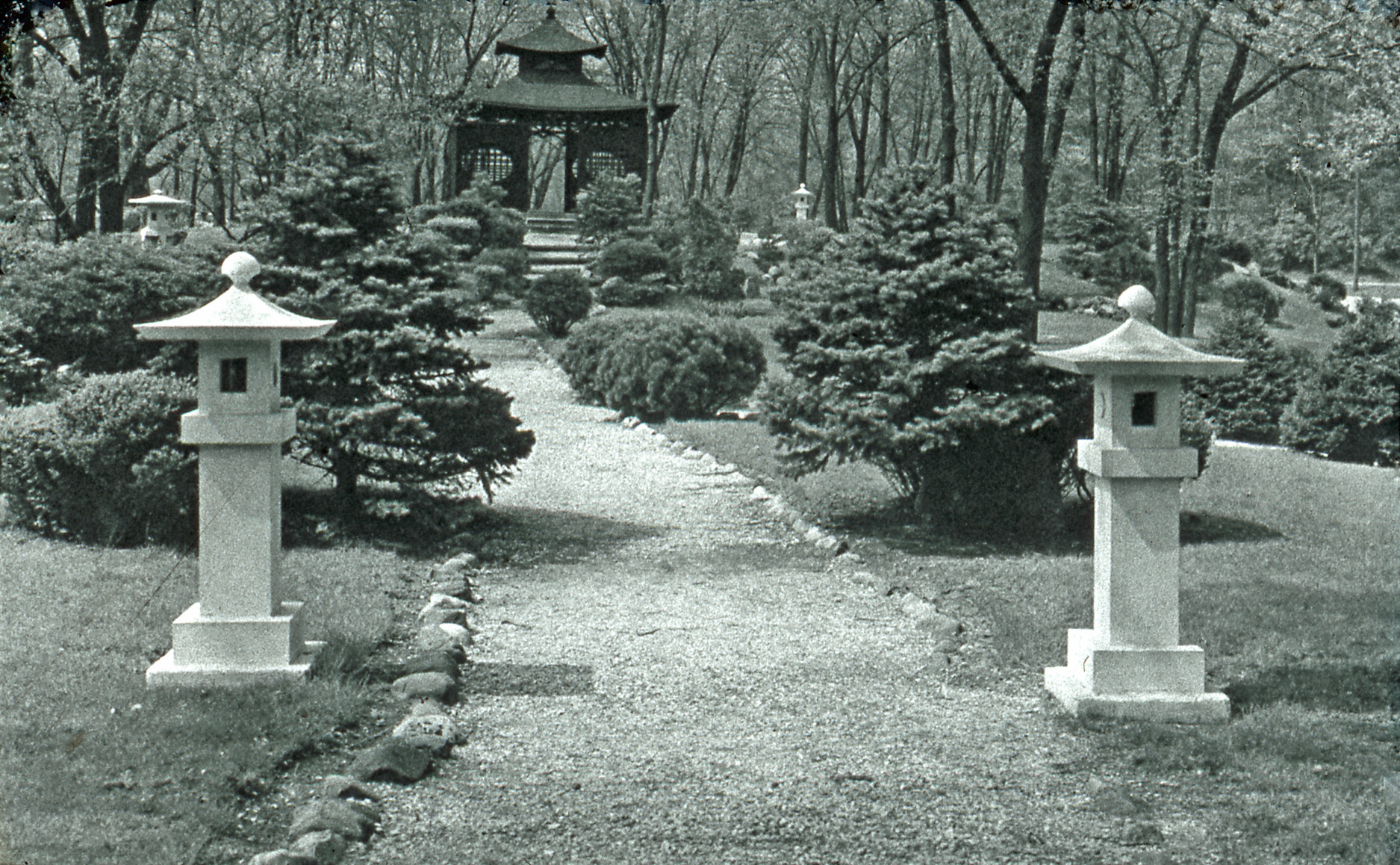
イリノイ州ピオリアのローラブラッドレイパークにある日本庭園、1920年頃（1915年頃に建てられた）
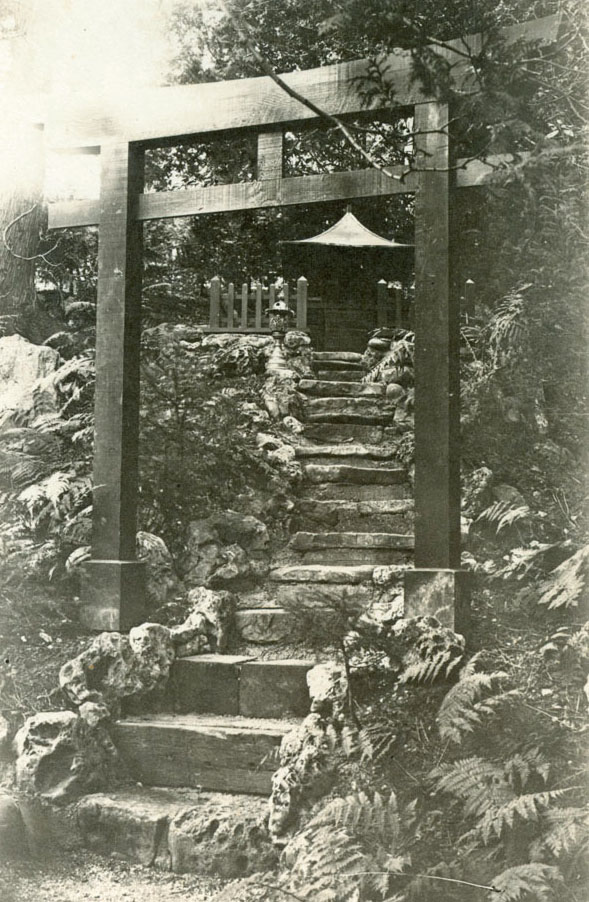
ミシガン州マッキナック島にあるミルトントゥールジュニアの日本庭園、1920年頃（1910年以前に建てられた）
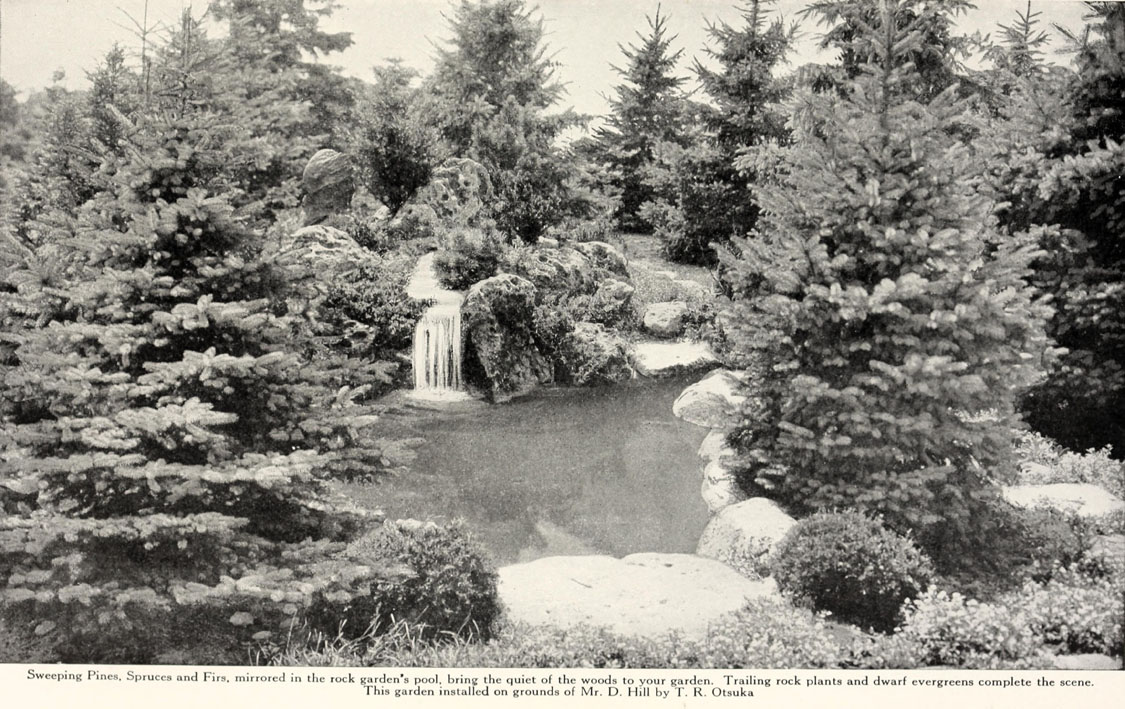
デビッドヒルナーサリーの石庭の池、イリノイ州ダンディー、1920年頃
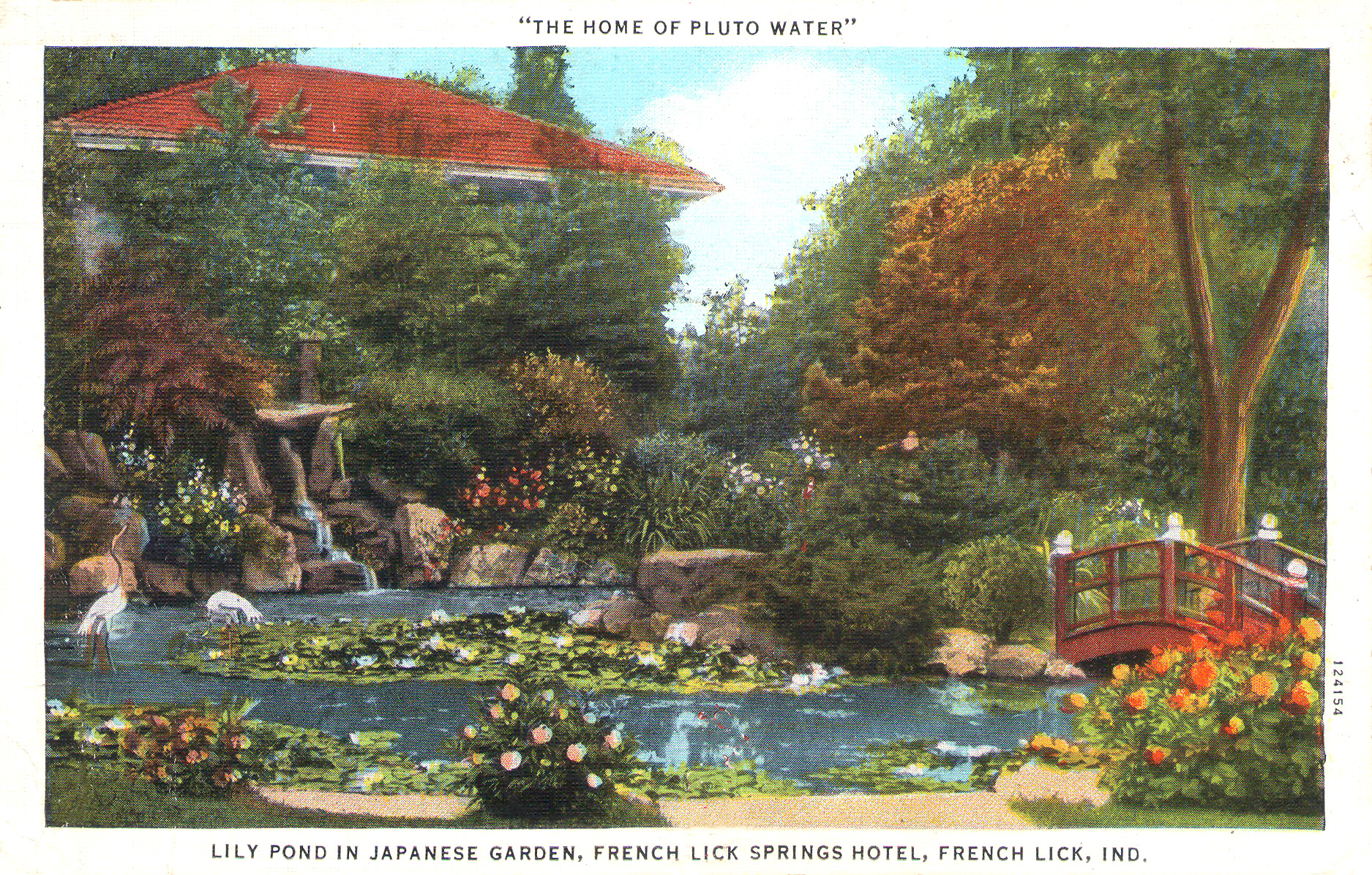
フレンチリックスプリングスホテル日本庭園、1925年頃
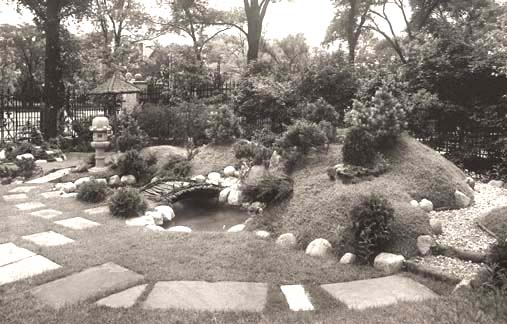
イリノイ州シカゴのサウスドレクセルブールバード4800番地にあるエドワードモリス夫人の日本庭園、1918年頃（1915年頃に建てられた）

## 日本庭園のパンフレット、1918年頃
大塚が1918年頃に発行した5つ折りパンフレットは、現存している彼の作品の最も重要な記録である。パンフレットには、大塚の経験と日本庭園の歴史と哲学についての詳細が記載されている。彼の肖像画と、9つの日本庭園と1つの公立公園庭園の小さな写真が含まれている（ほとんどの庭園は他の情報源から彼の作品であることが確認されている）。
1. ミシガン州マッキナック島のミルトン・トゥートル氏
2. ジョージ・ファビアン夫人、イリノイ州ジェノバ
3. オハイオ州アクロンのF. A. Seiberling氏
4. イリノイ州ライルのジョイ・モートン氏
5. イリノイ州ジョリエットのH. D. Higinbotham氏
6. ブラッドリーパーク、ピオリア、イリノイ州
7. Clarence LeBus夫人、ケンタッキー州レキシントン
8. エドワード・モリス夫人、シカゴ、イリノイ
9. ミネソタ州ウィノナのE. L. キング氏
10. L. F. Swift夫人、レイクフォレスト、イリノイ

パンフレットは1916年から1921年の間に発行されている。その期間中は大塚のガーデンビジネスの郵送先住所であったサウスミシガンアベニュー300番地が記載されていた。セイバーリング庭園は1916年に完成し、モートン庭園はおそらく1917年または1918年に完成し、両方ともパンフレットにのっていた。1918年頃または第一次世界大戦の終わりに印刷された可能性が最も高い。

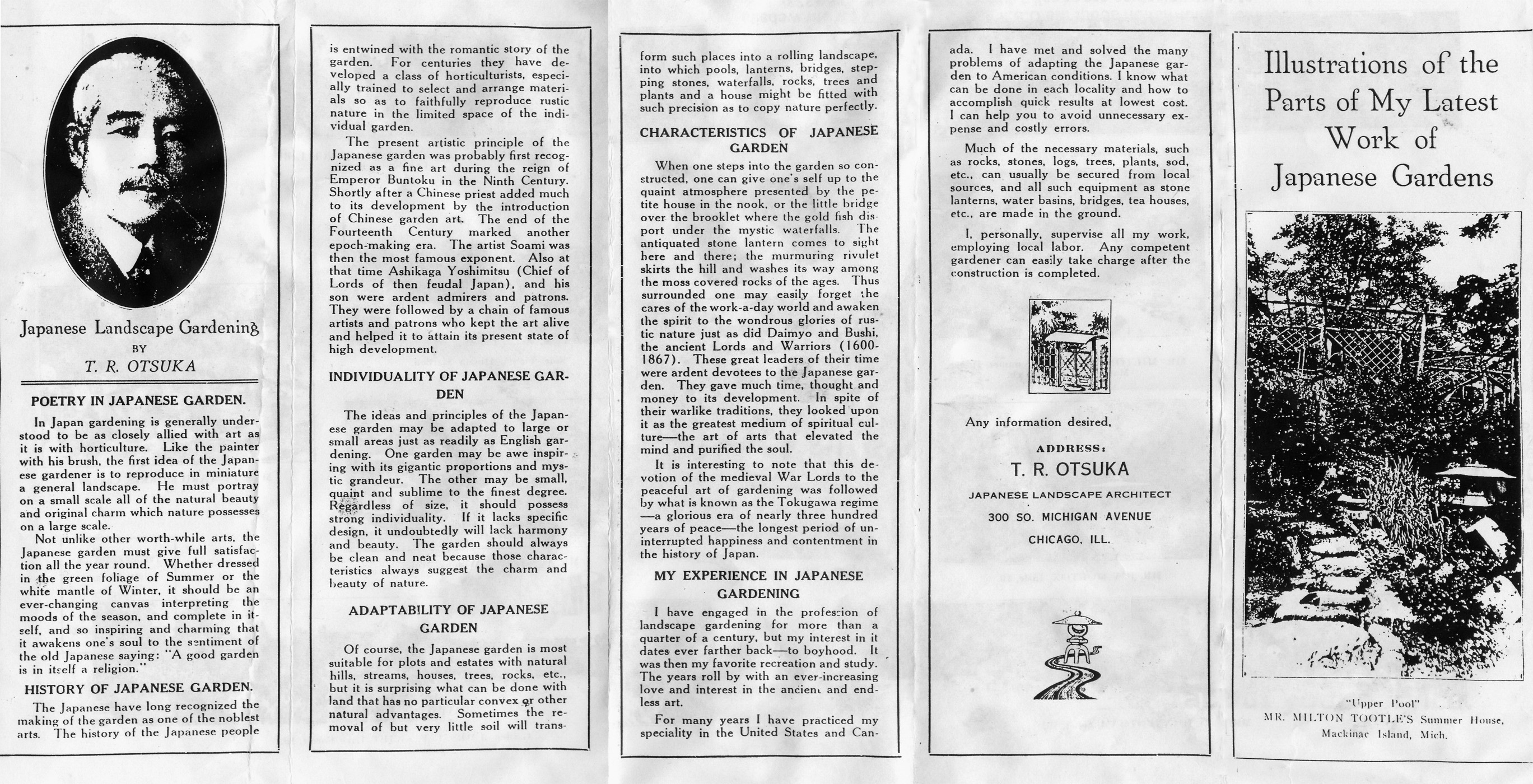
大塚によって1918年頃に発行された庭のパンフレット（文章が記載されている面）
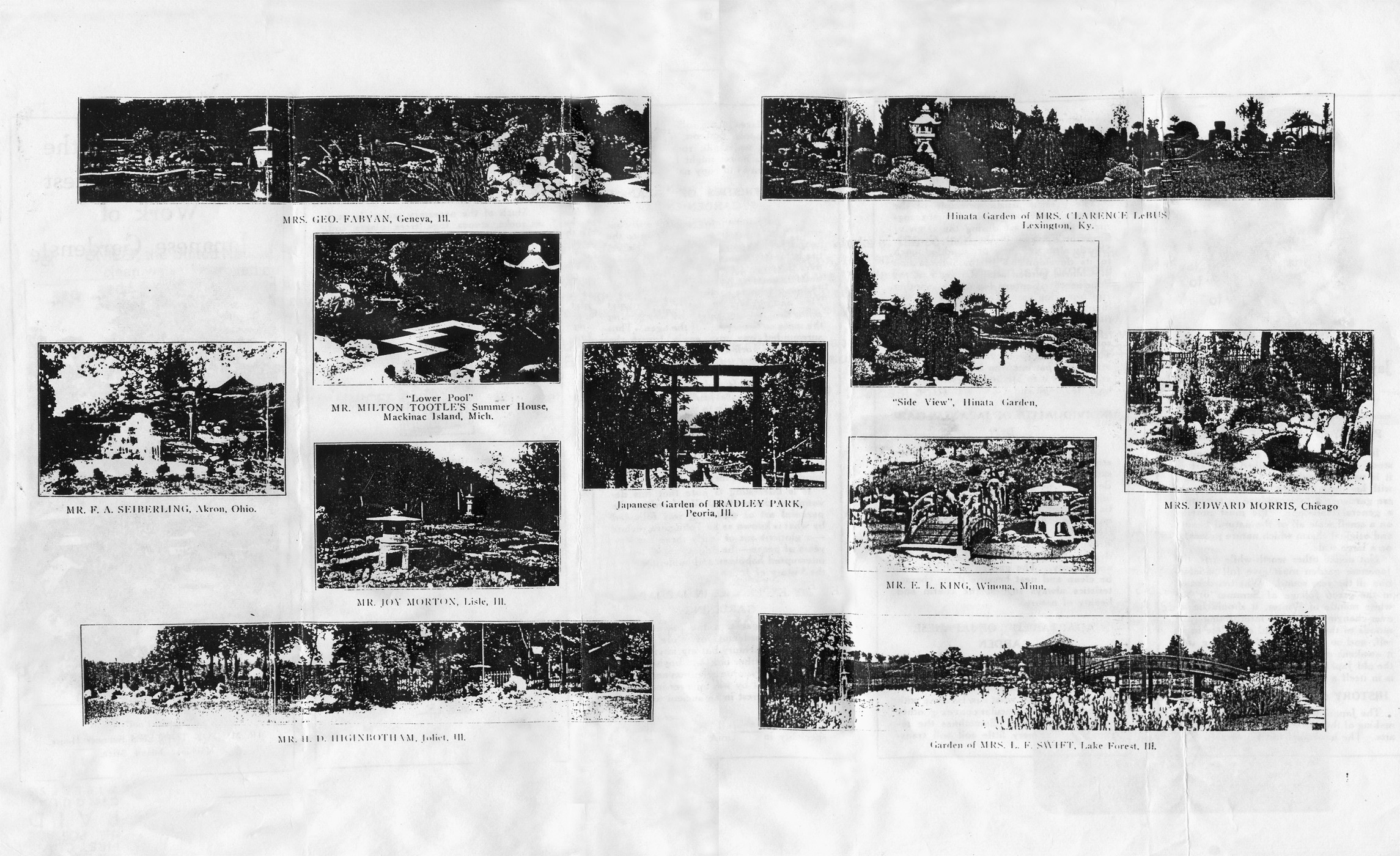
大塚によって1918年頃に発行された日本庭園のパンフレットの写真側。